# APSZ Panthrakikósz PAE
Az APSZ Panthrakikósz (görögül: Αθλητικός Πολιτιστικός Σύλλογος Πανθρακικός ΠΑΕ, magyar átírásban: Athlitikósz Politisztikósz Szílogosz Panthrakikósz PAE, nemzetközi nevén: Panthrakikos FC), vagy röviden csak Panthrakikósz egy görög labdarúgócsapat, székhelye Komotiníben található.
A Panthrakikósz a 2008–2009-es szezonban szerepelt első ízben a görög élvonalban.

## Játékosok

### A klub korábbi magyar játékosai, vezetőedzői
- Erős Gábor

## Külső hivatkozások
- A Panthrakikósz hivatalos honlapja (görögül)
- A Panthrakikósz adatlapja az uefa.com-on (angolul)